# Nick Hamm
Nick Hamm (Belfast, 10 dicembre 1957) è un regista, produttore televisivo e produttore cinematografico britannico.
Attivo sia in TV che al cinema, ha diretto film come The Hole, Godsend e Killing Bono e diretto e prodotto svariati episodi di serie TV di successo come Rogue, The Play on One e Metropolitan Police. Nella sua carriera ha avuto modo di dirigere attori molto importanti come Robert De Niro, Helena Boham Carter, Catherine Zeta-Jones e Colin Firth e di vincere un BAFTA Award.

## Carriera

### Regista
Dopo un esordio come regista teatrale presso la Royal Shakespeare Company, nel 1989 ha esordito come regista cinematografico con il documentario The Bottom Line. Nel 1990 dirige due episodi della nota serie Metropolitan Police, mentre nel 1991 dirige un episodio della serie antologica The Play on One, avendo dunque modo di dirigere due volti molto noti quali Catherine Zeta-Jones e Colin Firth. Sempre nel 1991 dirige il cortometraggio The Harmfulness of Tobacco, con cui vince il suo primo BAFTA Award. Negli anni successivi si dedica principalmente a produzioni televisive, tra cui figura il film TV Dancing Queen in cui dirige la diva del cinema Helena Boham Carter.
Nel 1998 torna al cinema dirigendo due lungometraggi a tema sentimentale, la commedia Martha da legare e il dramma La voce degli angeli. Nel 2001 dirige con successo il thriller psicologico The Hole, esperienza che negli anni successivi gli permette di dirigere il divo del cinema Robert De Niro nel film horror Godsend - Il male è rinato. Negli anni successivi torna a dedicarsi principalmente al piccolo schermo, eccezion fatta per il film del 2011 Killing Bono. Dal 2016 riprende a dedicarsi al cinema dirigendo i film Il viaggio e Driven - Il caso DeLorean. Nel 2020 ritorna alla televisione dirigendo 4 episodi della serie White Lines. Annuncia successivamente un nuovo film intitolato Evolution.

### Produttore
A partire dal 2009 si dedica alla produzione di diverse opere televisive, tra cui spiccano 19 episodi della serie TV Rogue e 20 episodi di Full Circle. A partire dal 2011 si dedica anche alla produzione di film, producendo l'opera diretta da Ezio Greggio Box Office 3D - Il film dei film.

## Filmografia

### Regista

#### Cinema
- Unmasking Aids – Cortometraggio (1990)
- The Harmfulness of Tobacco – Cortometraggio (1991)
- Martha da legare (1998)
- La voce degli angeli (1998)
- The Hole (2001)
- Godsend - Il male è rinato (2004)
- Killing Bono (2011)
- Il viaggio (2016)
- Driven - Il caso DeLorean (2018)
- Guglielmo Tell (2024)

#### Televisione
- Metropolitan Police – Serie TV, 2 episodi (1990)
- The Play on One – Serie TV, episodio Out of the Blue (1991)
- Soldier Soldier – Serie TV, 3 episodi (1992)
- Micky Love – Film TV (1993)
- Briefest Encounter – Film TV (1993)
- Dancing Queen – Film TV (1993)
- Off the Hook – Serie TV, episodio 1x05 (2009)
- Rogue – Serie TV, 2 episodi (2013-2014)
- Things You Shouldn't Say Past Midnight – Serie TV, 2 episodi (2014)
- Full Circle – Serie TV, 8 episodi (2013-2014)
- White Lines – Serie TV, 4 episodi (2020)

### Produttore

#### Cinema
- Box Office 3D - Il film dei film (2011)
- Il viaggio (2016)

#### Televisione
- Off the Hook – Serie TV, 7 episodi (2009)
- Rogue – Serie TV, 19 episodi (2013-2014)
- Things You Shouldn't Say Past Midnight – Serie TV, 10 episodi (2014)
- Full Circle – Serie TV, 20 episodi (2013-2014)